# Цілинна ділянка (біля с. Кам'янське)
Цілинна ділянка — ботанічний заказник місцевого значення. Об'єкт розташований на території Василівського району Запорізької області, біля села Кам'янське.
Площа — 5 га, статус отриманий у 1980 році.
Статус надано з метою охорони місць зростання лікарських рослин. Охороняється степова цілинна ділянка, де зростають пижмо, буркун, бузина.